# Sede Rai di Bari
La Sede Rai di Bari è il centro di produzione radiotelevisiva regionale della Rai nella Puglia.

## Storia
La sede Rai di Bari fu inaugurata l'11 marzo 1959 ed è sita in via Dalmazia 104, nel cuore del quartiere Madonnella.

## Direzione
Direttore dell'intera sede regionale Rai di Bari per il 2016 è Attilio Romita.

## Televisione

### Programmi
- Buongiorno Regione
- Il Settimanale
- TG Regione
- TGR Meteo (14:20 e 19:55). Il territorio regionale è suddiviso in zone climatiche: Gargano Tavoliere e Terra di Bari (comprendente Bari, Foggia, Barletta, Andria e Trani), il Subappennino Dauno e Altopiano delle Murge (comprendente Altopiano delle Murge, Monteleone di Puglia, Gravina in Puglia e Faeto) e il Salento e Tarantino (comprendente Taranto, Lecce, Brindisi e Otranto).
- Break in Libreria: in onda ogni sabato all'interno del TGR.